# Paspalum lindenianum
Paspalum lindenianum är en gräsart som beskrevs av Achille Richard. Paspalum lindenianum ingår i släktet tvillinghirser, och familjen gräs. Inga underarter finns listade i Catalogue of Life.